# Крутолапова
Крутолапова — деревня в составе Яраткуловского сельского поселения Аргаяшского района Челябинской области. На 2017 год в деревне числось 18 улиц.

## География
Располагается близ реки Караси и озера Малое Миассово. Находится в 45 км от города Аргаяш и в 55 км от Челябинска. Высота центра селения над уровнем моря — 293 м. Через деревню проходит автомобильная дорога 75К-045 «Верхние Караси — Яраткулова».

## Население
| 2002 | 2010 |
| ---- | ---- |
| 87   | ↘56  |